# Řád rytířstva Jeruzaléma
Řád jeruzalémských rytířů měl být mocný rytířský řád, o kterém bylo neúspěšně jednáno roku 1292. Ke sloučení stávajících řádů podle tohoto návrhu nedošlo.

## Podrobnosti návrhu
Řád jeruzalémských rytířů měl vzniknout sloučením řádů templářů, johanitů a možná také německých rytířů, což mělo mít za následek sjednocení roztroušených vojenských sil v jednu mohutnou křižáckou organizaci. Tento návrh se zřejmě týkal také španělských rytířských řádů na Pyrenejském poloostrově, podílejících se na španělské reconquistě. Úkolem tohoto nového řádu měla být vojenská a finanční pomoc k znovudobytí Svaté země a její následné ochrany před muslimy. Mezi propagátory této myšlenky byl spisovatel, filosof a misionář Ramon Llull, papež Mikuláš IV. a francouzský král Filip IV. Sličný. Oficiálně byl návrh schválen na salcburském synodu v roce 1292.
Podle krále Filipa IV. měl být hlavou nového řádu panovník s titulem „Král válečník“ (latinsky Bellator Rex), který by se po dobytí Svaté země stal vládcem obnoveného Jeruzalémského království. Francouzský král si měl údajně přát, aby tento post získal jeden z jeho synů. Hodnost měla být podle jeho mínění dědičným titulem. O spojení měl také zájem soudobý papež Klement V., který již byl v důsledku Avignonského zajetí pod silným vlivem Francie. Jiného mínění však byly vedení samotných řádů, které jevily o spojení jen pramalý zájem. Poslední templářský velmistr Jacques de Molay sepsal papeži Klementu V. memorandum, v němž tento návrh odmítl a toto odůvodnil mnoha svými argumenty, které byly ale spíše okrajového charakteru a dnešní historici je nepovažují za příliš významné. Pozdější Filipovo nařčení templářů z kacířství a jejich následné rozpuštění vedlo k nenaplnění této myšlenky. Nezdařilý pokus francouzského krále Filipa ovládnout vlivné vojenské organizace požívající značné autonomie a výhod tak přispěl k definitivní likvidaci nejbohatšího z nich, tj. templářů.